# Брод (Хасковская область)
Брод (болг. Брод) — село в Болгарии. Находится в Хасковской области, входит в общину Димитровград. Население составляет 802 человека.

## Политическая ситуация
В местном кметстве Брод, в состав которого входит Брод, должность кмета (старосты) исполняет Димитр Жеков Делчев (коалиция в составе 3 партий: Болгарская рабочая социал-демократическая партия (БСДП), Земледельческий народный союз (ЗНС), Союз свободной демократии (ССД)) по результатам выборов.
Кмет (мэр) общины Димитровград — Стефан Димитров Димитров (коалиция партий: Союз свободной демократии (ССД), Земледельческий народный союз (ЗНС), Болгарская рабочая социал-демократическая партия (БСДП), «Новые лидеры» (НЛ)) по результатам выборов.